# جامعة ليزلي
جامعة ليزلي (بالإنجليزية: Lesley University) هي جامعة خاصة تقع في كامبريدج (ماساتشوستس), في الولايات المتحدة. تأسست سنة 1909 بهدف إعداد المعلمين ضمن ما كان يُعرف بدار المعلمين الإبتدائية.
أُنشئت في الأصل ككلية نسائية، لكنها بدأت بقبول الطلبة الذكور اعتبارًا من عام 2005.

## التاريخ

### 1909–1998
تأسست مدرسة ليزلي (المعروفة أيضًا باسم مدرسة ليزلي لإعداد المعلمات) عام 1909 على يد إديث ليزلي في منزلها الكائن في 29 شارع إيفرت في مدينة كامبريدج. بدأت المدرسة كمؤسسة خاصة للنساء تهدف إلى تدريب معلمات رياض الأطفال، مستندة إلى أفكار فريدريك فروبل، الذي ابتكر مفهوم رياض الأطفال باعتبارها مكملاً لرعاية الأطفال التي تقدمها الأمهات. افتتحت المعلمة والكاتبة إليزابيث بيبودي أول روضة أطفال مستوحاة من فلسفة فروبل في بوسطن عام 1860، وتبعها إنشاء العديد من رياض الأطفال الأخرى. وتتمحور فلسفة فروبل حول أهمية الفرد وفرادته، وهو مبدأ لا يزال محوريًا في جامعة ليزلي حتى اليوم.
عاشت إديث ليزلي في بنما وماين ودرست في فرايبورغ بألمانيا، ثم انتقلت إلى بوسطن وشاركت في التدريس بالمدارس العامة. أتمت تدريبها في رياض الأطفال، والتحقت بدورات في كلية رادكليف، ثم بدأت تخطط لإنشاء مدرسة لتدريب معلمات رياض الأطفال. كانت رؤيتها مدرسة "تعتبر الفرد ذات أهمية أساسية، وتنمي فكرة الحياة النبيلة، وتعزز تقاليد الديمقراطية الأمريكية." بعد زواجها، قامت هي وزوجها بتوسيع المدرسة ببناء إضافة في الجزء الخلفي من منزلهما، والذي يعرف اليوم باسم قاعة ليفينغستون ستيبنز.
في حوالي عام 1913، بدأت مدرسة ليزلي تدريب المعلمات في المرحلة الابتدائية. وفي عام 1941، أعيد تنظيم المدرسة تحت مجلس أمناء، وفي 1944 حصلت على صلاحية منح درجات البكالوريوس وأصبحت تعرف باسم كلية ليزلي. وفي عام 1954، بدأت الكلية بمنح درجات الدراسات العليا، وأضافت لاحقًا تخصصات في مجالات التربية، والإرشاد، والخدمات الإنسانية، والدراسات العالمية، والعلاج بالفن، والإدارة.
تأسست مدرسة الفنون العملية عام 1912 على يد روي ديفيدسون. استندت فلسفة المدرسة الأولى إلى قول جون راسكن إن "الفن هو المكان الذي يتجمع فيه قلب الإنسان وعقله ويده"، وكذلك إيمان ديفيدسون بأن "الجمال ينبع من الوظيفة." اتجهت المدرسة تدريجيًا نحو الفنون الجميلة ووسعت منهجها في العلوم الإنسانية، وفي عام 1967 أعيدت تسميتها إلى معهد بوسطن للفنون لتعكس تركيزها المتزايد على الفنون الجميلة والتصميم والرسم الفوتوغرافي.
| إديث ليزلي          | 1909–1938                          |
| جيرترود مالوش       | 1938–1943                          |
| مارغريت فرانكلين    | 1943                               |
| ترينتويل ميسون وايت | 1944–1959 (توفي أثناء شغله المنصب) |
| سام وندرز           | 1959–1960 (بالوكالة)               |
| دون أورْتون          | 1960–1985                          |
| مارغريت ماكينا      | 1985–2007                          |
| جوزيف ب. مور        | 2007–2016                          |
| جيف أ. وايس         | 2016–2018                          |
| ريتشارد س. هانسن    | 2018–2019 (بالوكالة)               |
| جانيت إل. شتاينماير | 2019–حتى الآن                      |

### 1998–2009: تحول ليزلي إلى جامعة مختلطة الجنسين وبناء مساكن جديدة
في عام 1998، اندمج معهد بوسطن للفنون وكلية ليزلي، وأُعلن عن تأسيس جامعة ليزلي في عام 2001.
مع حصولها على لقب الجامعة، أصبحت الكليات الأصلية الوحدات الجامعية للمرحلة الجامعية. وأكملت كليتا الدراسات العليا في كلية ليزلي تشكيل الوحدات الأكاديمية الأربع الرئيسية للجامعة. في عام 2005، أصبحت كلية ليزلي (التي كانت كلية نسائية للعلوم الإنسانية) كلية مختلطة الجنسين.
في عام 2006، استحوذت الجامعة على قاعة بروسبكت، وهي كنيسة سابقة مدرجة في السجل الوطني للأماكن التاريخية، بهدف نقل معهد بوسطن للفنون إلى كامبريدج.
في عام 2007، أصبح جوزيف ب. مور رئيسًا للجامعة، وفي العام التالي دخلت الجامعة في شراكة مع مدرسة اللاهوت الأسقفية لتشغيل حرم براتل المشترك وشراء عدة مبانٍ، مما أضاف مساكن، وقاعة طعام، وقاعات دراسية، إلى جانب توسع في خدمات المكتبة والمساحات الإدارية.
في عام 2009، احتفلت الجامعة بمرور مائة عام على تأسيسها وبدأت أول مشروع بناء رئيسي منذ سبعينيات القرن العشرين، حيث أُضيفت مساكن جديدة في 1 و3 شارع وينديل، وكلا المبنيين حصل على شهادة الريادة في تصميم المباني الخضراء (LEED) من الفئة الذهبية.

### 2010–2018: افتتاح مركز لندن للفنون وتوسيع الوجود في كامبريدج
بدأت أعمال البناء في مركز لندن للفنون في منطقة بورتر سكوير، في عام 2013 على الموقع السابق لكنيسة نورث بروسبكت التي تم نقلها جنوبًا وإعادة تأهيلها لاستخدامات جديدة. وفي نفس العام، أُعيد تسمية كليتي جامعة ليزلي، معهد بوسطن للفنون وكلية ليزلي، إلى كلية الفنون والتصميم وكلية الآداب والعلوم, على التوالي، لتعكس الترابط والنمو بينهما.
في 2015، غادرت كلية الفنون والتصميم ميدان كينمور في بوسطن وانضمت إلى بقية الجامعة في كامبريدج، مما أنهى وجود الجامعة في بوسطن بعد 17 عامًا، وأصبح مركز لندن للفنون مكتملًا. حصل المركز على شهادة الريادة الذهبية في تصميمات الطاقة والبيئة من المجلس الأمريكي للأبنية الخضراء. كما نالت الجامعة جائزة الحفاظ على التراث من لجنة كامبريدج التاريخية لإعادة تأهيل الكنيسة السابقة كنيسة نورث بروسبكت ضمن مشروع مركز لندن للفنون.
في نهاية العام الأكاديمي 2014–2015، أعلن الرئيس جوزيف ب. مور تقاعده. في 2016، تولى جيف أ. وايس الرئاسة واستقال في 2018 لأسباب صحية، ثم أصبح رئيسًا بالوكالة ريتشارد س. هانسن.

## الأكاديميات

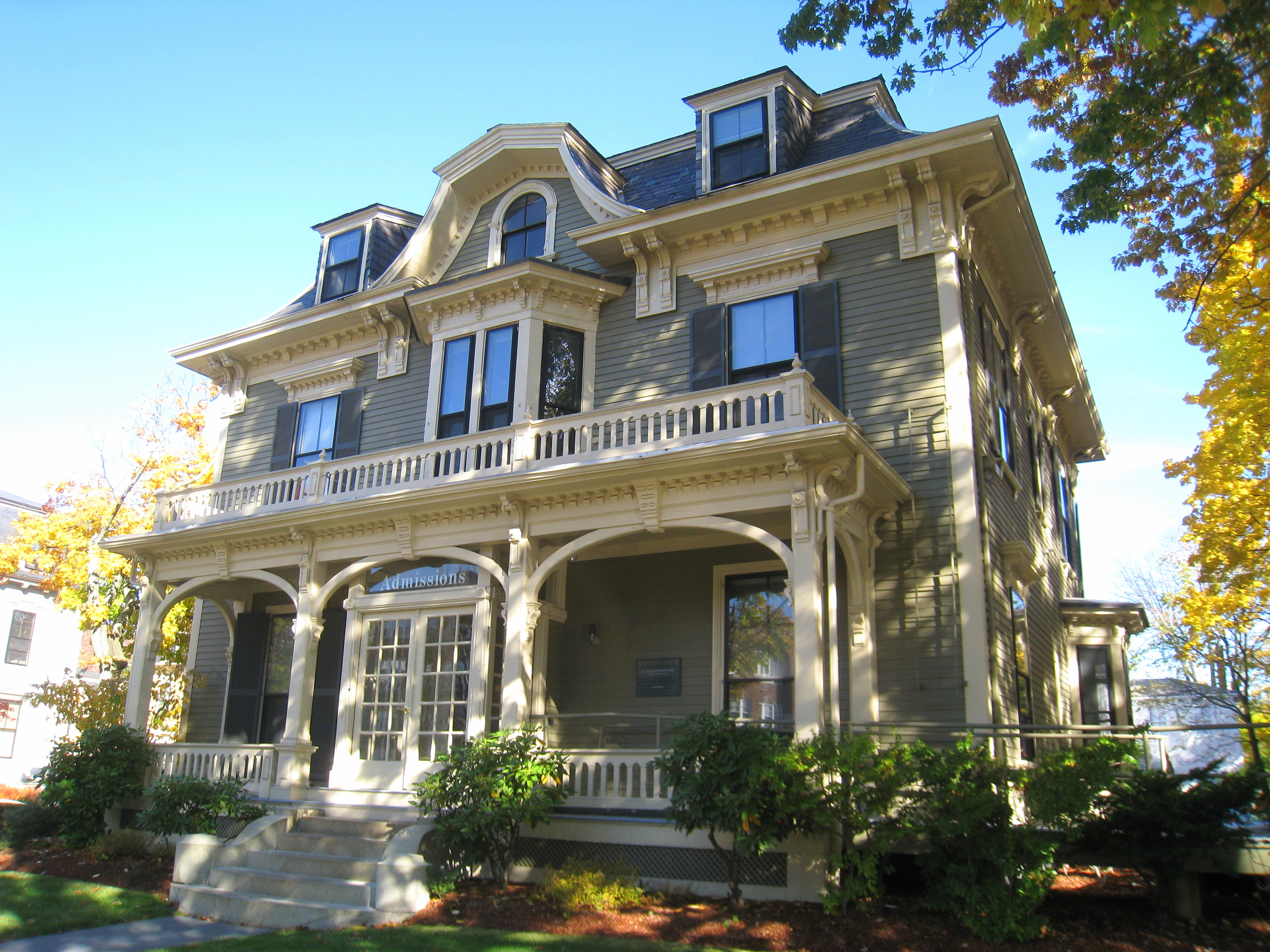
مكتب القبول للمرحلة الجامعية في حرم دوبل

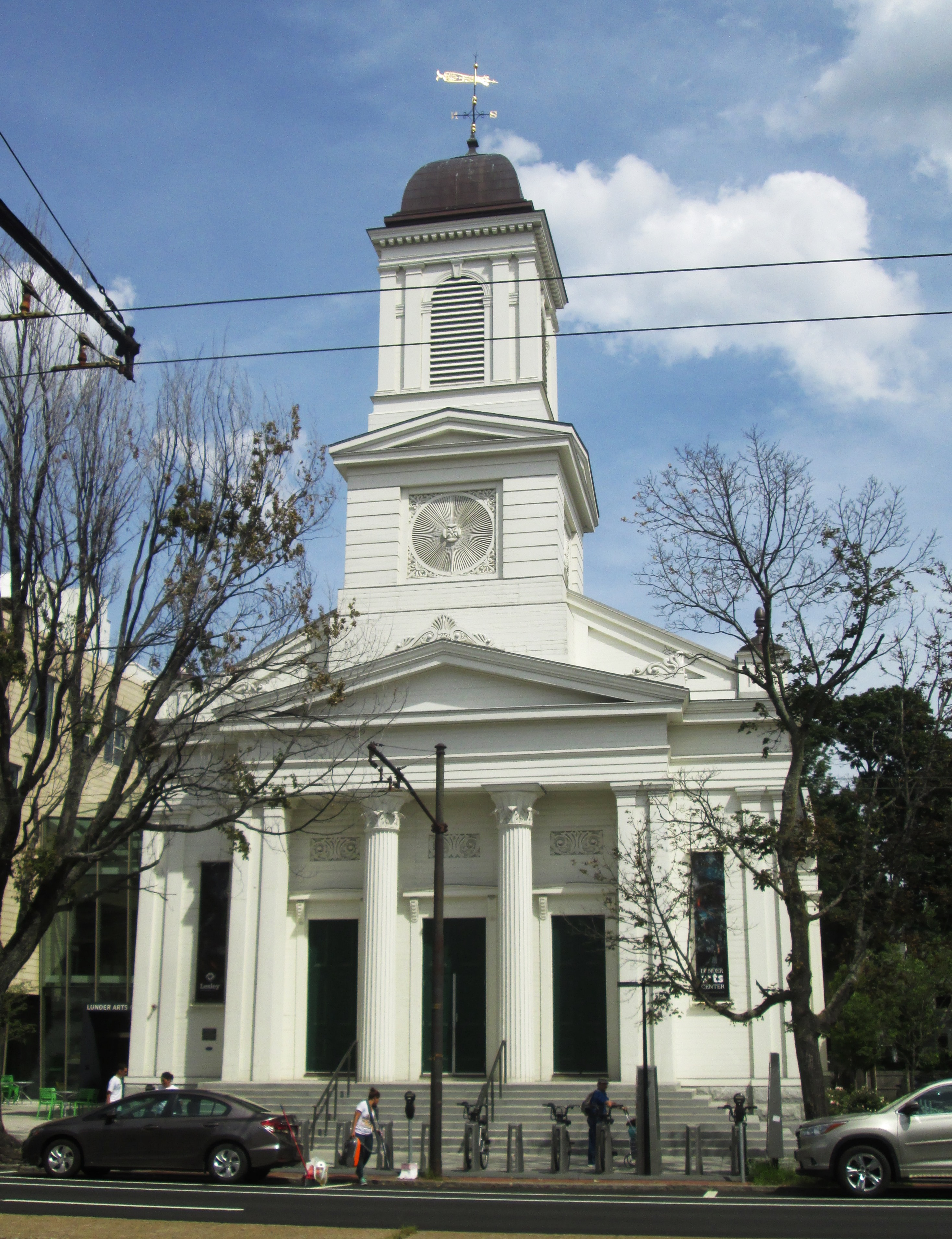
المعلم التاريخي الذي كان يُعرف سابقًا بـ كنيسة نورث أفينيو الكونجرگيشنال وكنيسة نورث بروسبكت الكونجرگيشنال، وهو الآن مكتبة جون وكارول مورياتي بجامعة ليزلي، جزء من مركز لندن للفنون الذي اكتمل في يناير 2015

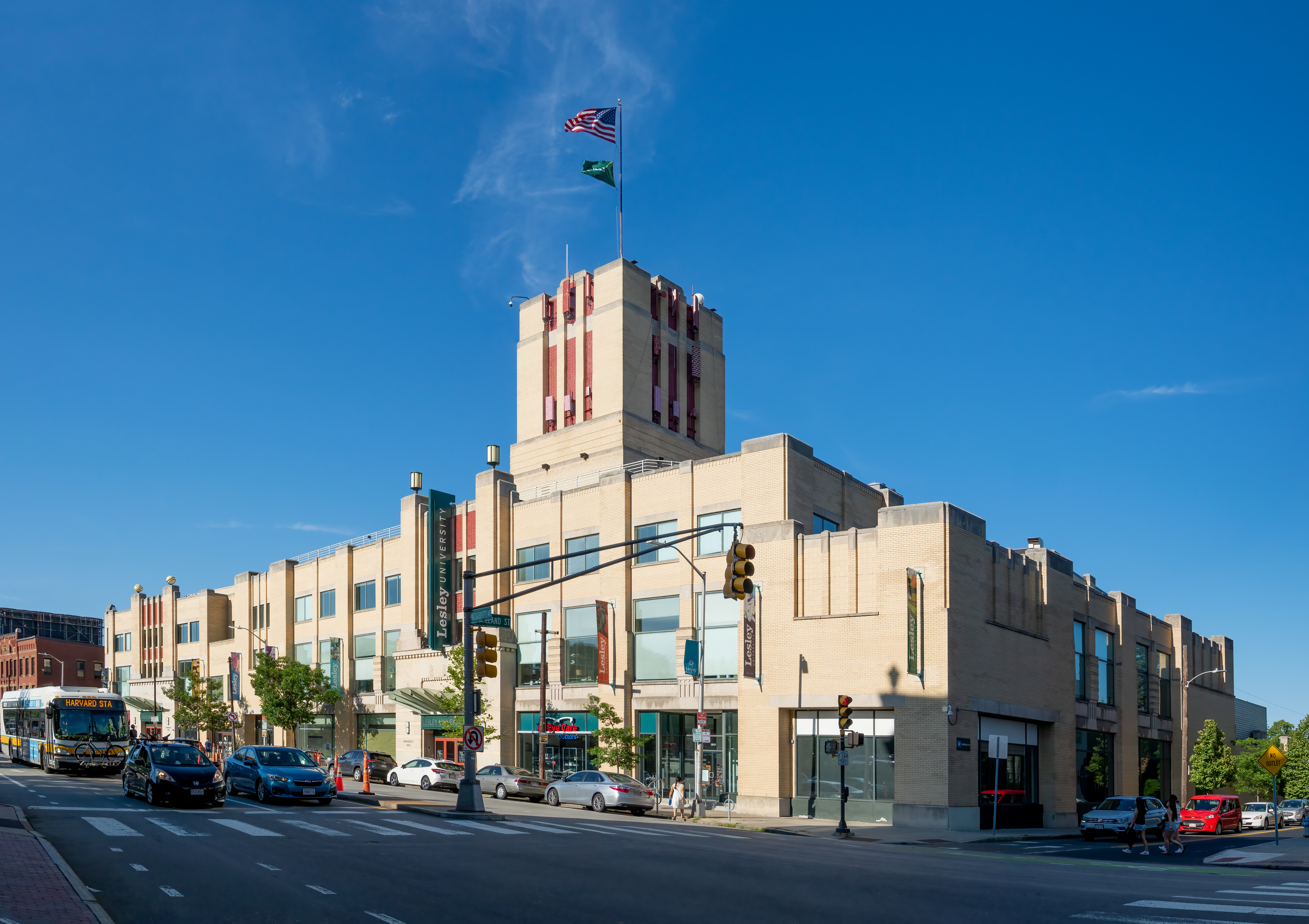
قاعة الجامعة في حرم بورتر سكوير

جامعة ليزلي معتمدة من قبل لجنة إنجلترا الجديدة للتعليم العالي. تقدم الجامعة، التي تتكون من كليات المرحلة الجامعية، وكليات الدراسات العليا، ومراكز تعليمية، أكثر من 20 تخصصًا للمرحلة الجامعية، وأكثر من 90 برنامجًا لدرجة البكالوريوس للبالغين، والماجستير، وشهادات الدراسات العليا المتقدمة، وبرامج الدكتوراه، وذلك في حرمها بكامبريدج وبوسطن، بالإضافة إلى برامج خارج الحرم وبرامج عبر الإنترنت. يقدم مركز ليزلي للمتعلمين البالغين برنامج بكالوريوس موجهًا للبالغين، يشمل دورات دراسية في الحرم وخارجه، ودورات عبر الإنترنت، وهجينة.
تتألف الجامعة من الوحدات الأكاديمية التالية:
- كلية الفنون والتصميم
- كلية الآداب والعلوم
  - مركز المتعلم البالغ
- كلية الدراسات العليا في التربية
  - مركز التعافي القرائي والتعاون في محو الأمية
- كلية الدراسات العليا للفنون والعلوم الاجتماعية
- برنامج ثريشولد (العتبة)

يتألف نظام مكتبات الجامعة من الوحدات التالية:
- مكتبة هنري نوكس شيريل – المجموعات الرئيسية
  - مجموعة موارد التدريس
  - مجموعة إيفلين م. فينيغان '48 لأدب الأطفال[19]
- الأرشيف الجامعي
- مكتبة جون وكارول مورياتي – مركز لندن للفنون
  - مجموعة الفنون والتصميم

## الحُرُم الجامعية

### الحرم الجنوبي
يقع الحرم الجنوبي في ميدان هارفارد. يضم هذا الحرم أربعة مبانٍ سكنية، وقاعة طعام، وقاعات دراسية، وقاعة شيريل، وكلية الدراسات العليا للفنون والعلوم الاجتماعية، وهو المبنى الذي وُلد فيه تشارلز ساندرز بيرس.

### حرم دوبل
يقع حرم دوبل بجانب كامبريدج كومون. يضم مبانٍ سكنية وقاعة طعام وقاعات دراسية وكلية الآداب والعلوم، إضافة إلى مسرح ماران ومجموعة من المكاتب الإدارية. كما يضم العديد من مرافق حياة الطلبة مثل مركز الطلبة مارغريت ماكينا، ومركز المعلومات (مختبر حواسيب ومساحات دراسة متاح على مدار 24 ساعة)، ومركز اللياقة البدنية. سُمي الحرم على اسم المستفيد من جامعة ليزلي ورئيس مجلس إدارة شركة ليزلي السابق، فرانك سي. دوبل.

### حرم بورتر
يقع حرم بورتر في ساحة بورتر. يضم غالبية قاعات الجامعة الدراسية، وكلية الفنون والتصميم، ومركز لندن للفنون، وكلية الدراسات العليا في التربية، بالإضافة إلى خدمات الشؤون الإدارية والمالية للطلبة، ومتجر الجامعة، ومكتبة مورياتي، وغالبية معارض الجامعة الفنية.

## حياة الطلبة

### الرياضة

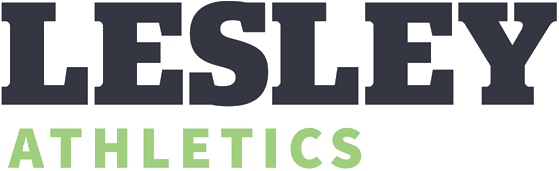
شعار الرياضة لجامعة ليزلي

تشارك جامعة ليزلي في منافسات الرابطة الوطنية لرياضة الجامعات الدرجة الثالثة. وتنتمي إلى مؤتمر نيو إنجلاند الرياضي الجامعي. يُطلق على فرق الجامعة الرياضية لقب الوشق (Lynx).
| الرياضات الرجالية    | الرياضات النسائية            |
| -------------------- | ---------------------------- |
| كرة القاعدة (بيسبول) | كرة السلة                    |
| كرة السلة            | العدو الريفي (كروس كانتري)   |
| العدو الريفي         | كرة القدم                    |
| كرة القدم            | كرة القدم النسائية (سوفتبول) |
| التنس                | التنس                        |
| ألعاب القوى          | ألعاب القوى                  |
| الكرة الطائرة        | الكرة الطائرة                |

## خريجون بارزون
- جوزيف س. كارتر، عميد متقاعد، شغل منصب القائد العام للحرس الوطني في ماساتشوستس بين عامي 2007 و2012، وكان رئيسًا لشرطة هيئة النقل في خليج ماساتشوستس.
- كاثرين دوكاكيس، كاتبة أمريكية وزوجة حاكم ماساتشوستس السابق مايكل دوكاكيس.
- إليزا دوشكو، ممثلة أمريكية متقاعدة.
- جاكوب بانون، موسيقي أمريكي، مغني وكاتب كلمات وفنان جرافيك لفرقة ميتالكور، وهو الشريك المؤسس والمالك لشركة تسجيلات مستقلة.
- شيلاه كريغهيد، مصورة حكومية أمريكية، عملت كمصورة رسمية للرئيس دونالد ترامب، وتُعد ثاني امرأة تتولى هذا المنصب في تاريخ البيت الأبيض. كما عملت سابقًا مع السيدة الأولى لورا بوش.
- جوان بينيت كينيدي، اجتماعية وعازفة ومؤلفة وعارضة أزياء أمريكية سابقة، والزوجة الأولى للسيناتور الأمريكي تيد كينيدي.
- كانديس إيلوه، شاعرة ومربية وكاتبة أمريكية من أصول نيجيرية، رُشّحت روايتها الأولى "الجميع يبحث" لجائزة الكتاب الوطنية للأدب الشبابي عام 2020، وحصلت على جائزة الشرف لجائزة مايكل برينتز عام 2021.
- إستر بيريل، معالجة نفسية بلجيكية-أمريكية معروفة بعملها في مجال العلاقات العاطفية والجنسية.
- رودا بيري، عضوة سابقة في مجلس شيوخ ولاية رود آيلاند، وكانت رئيسة لجنة الصحة والخدمات الإنسانية وعضوة في لجنة القضاء.
- جيسيكا سونيبورن، ممثلة وكاتبة ومخرجة وبديلة حركة أمريكية، عُرفت بأدوارها في أفلام مثل "معسكر الإنجيل الدموي" و"دوروثي وساحرات أوز".
- إديث شلوس، رسامة وفنانة تجميع وكاتبة أمريكية.
- كارول سبيني، عرّاض دمى وكرتوني ومؤلف وفنان ومتحدث أمريكي، اشتهر بتجسيده للشخصيتين "بيغ بيرد" و"أوسكار ذا جروتش" في برنامج شارع سمسم من عام 1969 حتى 2018.
- أندريا وونغ، كاتبة أمريكية في مجال أدب الأطفال، حصل كتابها "الرشاد البري" على وسام الشرف لجائزة نيوبيري، والميدالية الذهبية لجائزة كالدكوت عام 2021.
- ياسمين وارجا، كاتبة أمريكية في مجال كتب الأطفال والأدب اليافع، حصل كتابها "كلمات أخرى للوطن" على وسام الشرف لجائزة نيوبيري عام 2020.
- إريك وينماير، معلم ورياضي ومستكشف وناشط ومتحدث تحفيزي أمريكي، وهو أول شخص كفيف يصل إلى قمة جبل إيفرست بتاريخ 25 مايو 2001.

## وصلات خارجية
- الموقع الرسمي للرياضة